# Grainville-Langannerie
Grainville-Langannerie – miejscowość i gmina we Francji, w regionie Normandia, w departamencie Calvados.
Według danych na rok 1990 gminę zamieszkiwało 466 osób, a gęstość zaludnienia wynosiła 88 osób/km² (wśród 1815 gmin Dolnej Normandii Grainville-Langannerie plasuje się na 467. miejscu pod względem liczby ludności, natomiast pod względem powierzchni na miejscu 859.).
W miejscowości znajduje się największy polski cmentarz wojenny we Francji. Spoczywa tam 696 ludzi, głównie polegli żołnierzy 1 Dywizji Pancernej, ale również ponad 20 polskich lotników poległych pod niebem Francji. Inne polskie cmentarze są w miejscowościach Auberive i Dieuze (zob. Polski Cmentarz Wojenny w Dieuze).